# Афанасьев, Владимир Васильевич (учёный)
Влади́мир Васи́льевич Афана́сьев (род. 1951) — российский учёный, доктор педагогических наук, бывший ректор Ярославского государственного педагогического университета имени К. Д. Ушинского (1989—2016).

## Биография
Родился 20 мая 1951 года в Ярославле. Отец — экономист, мать — бухгалтер. Когда Владимиру Васильевичу было 13 лет, умер его отец, пришлось начать подрабатывать почтальоном.
Окончил физико-математический факультет Ярославского государственного педагогического института им. К. Д. Ушинского (1968—1973). Служил в армии в войсках ПВО (1973—1975).
С 1975 года преподаватель математики в ЯГПИ. В 1978 году окончил аспирантуру по специальности «Геометрия и топология». Работал ассистентом кафедры геометрии ЯГПИ, секретарём вузовского комитета комсомола (1978—1980), возглавлял Научно-исследовательский сектор ЯГПИ (1981—1986).
В 1986 году защитил кандидатскую диссертацию на тему «Конформное расширение конечных проективных плоскостей и геометрия групп Матьё» — кандидат физико-математических наук. В 1986—1988 годах декан факультета начальных классов ЯГПИ, старший преподаватель кафедры методики начального обучения.
С 1989 по 2016 год ректор Ярославского государственного педагогического института (с 1993 года — университета) им. К. Д. Ушинского. С 1991 года доцент по кафедре геометрии, с 1994 года профессор по кафедре методики преподавания математики. В 1997 году защитил докторскую диссертацию по теме — «Методические основы формирования творческой активности студентов в процессе решения математических задач» — доктор педагогических наук.
Автор более 200 научных работ, в том числе 15 монографий, учебников и учебных пособий. Главный редактор журнала «Ярославский педагогический вестник».
Действительный член РАЕН (1994) и Международной академии информатизации (1996).
Был сопредседателем общественного движения «Ярославия». Избирался депутатом Государственной думы Ярославской области III созыва. Председатель Общественной палаты Ярославской области. В 2012 году избран в Общественную палату Центрального федерального округа.
Награждён орденами Почёта (1996) и Дружбы (2007), знаком «Отличник народного просвещения Российской Федерации» (1993), медалями, в том числе им. П. Л. Капицы (2000) и им. К. Д. Ушинского (2001), нагрудным знаком «Почётный работник высшего профессионального образования Российской Федерации» (2001), медалью «За труды во благо земли Ярославской» I степени.

## Некоторые публикации
- Теория вероятностей в вопросах и задачах. — Ярославль, 2004.
- Школьникам о вероятности в играх. Введение в теорию вероятностей для учащихся 8—11 классов / совм. с М. Суворовой. — М.: Академия развития, 2006.
- Математическая статистика в командных видах спорта / совм. с И. Непряевым. — Ярославль, 2006.
- Теория вероятностей. — М.: Владос-пресс, 2007.